# Table des caractères Unicode/UFE50
Cette page contient des caractères spéciaux ou non latins. S’ils s’affichent mal (▯, ?, etc.), consultez la page d’aide Unicode.
Table des caractères Unicode U+FE50 à U+FE6F.

## Petites variantes de forme
Variantes de forme de petite taille de signes de ponctuation et symboles du bloc latin de base, pour compatibilité avec la norme taïwanaise CNS 11643 et l’extension GBK de la norme chinoise GB 2312.

### Table des caractères
| en fr  | 0  | 1  | 2  | 3  | 4  | 5  | 6  | 7  | 8  | 9  | A  | B  | C  | D  | E  | F  |
| ------ | -- | -- | -- | -- | -- | -- | -- | -- | -- | -- | -- | -- | -- | -- | -- | -- |
| U+FE50 | ﹐ | ﹑ | ﹒ |    | ﹔ | ﹕ | ﹖ | ﹗ | ﹘ | ﹙ | ﹚ | ﹛ | ﹜ | ﹝ | ﹞ | ﹟ |
| U+FE60 | ﹠ | ﹡ | ﹢ | ﹣ | ﹤ | ﹥ | ﹦ |    | ﹨ | ﹩ | ﹪ | ﹫ |    |    |    |    |